# Цемш, Иван Христианович
Иван Христианович Цемш (1766 — ок. 1834) — российский медик и переводчик; штаб-лекарь, инспектор Московской медицинской конторы при Медицинской коллегии.

## Биография
Иван Цемш родился 30 января 1766 года в городе Москве в семье Крестьяна Андреевича (Христиана-Вильгельма) Цемша. Изучал медицину в Императорском Московском университете и после трехлетнего пребывания в нём получил звание студента.
В 1787 году И. Х. Цемш вступил в службу переводчиком Московской медицинской конторы, состоя в то же время волонтером в Московском генеральном госпитале, и 19 апреля 1789 года был произведён в лекаря.
Спустя некоторое время Иван Христианович Цемш назначен помощником прозектора по анатомии при студенческой больнице Московского университета, 13 декабря 1796 года произведен был в штаб-лекари с назначением в сверхштатные члены Медицинской конторы, в январе 1807 года послан был в Астрахань для борьбы с эпидемией чумы.
15 октября 1808 года Цемш назначен инспектором Московской Медицинской Конторы и в этой должности состоял ещё в 1815 году.
В марте 1820 г. награждён орденом Святой Анны II степени.
В январе 1834 года Иван Христианович Цемш перешел в православие и вскоре после этого скончался.